# Darja Afanassjewa

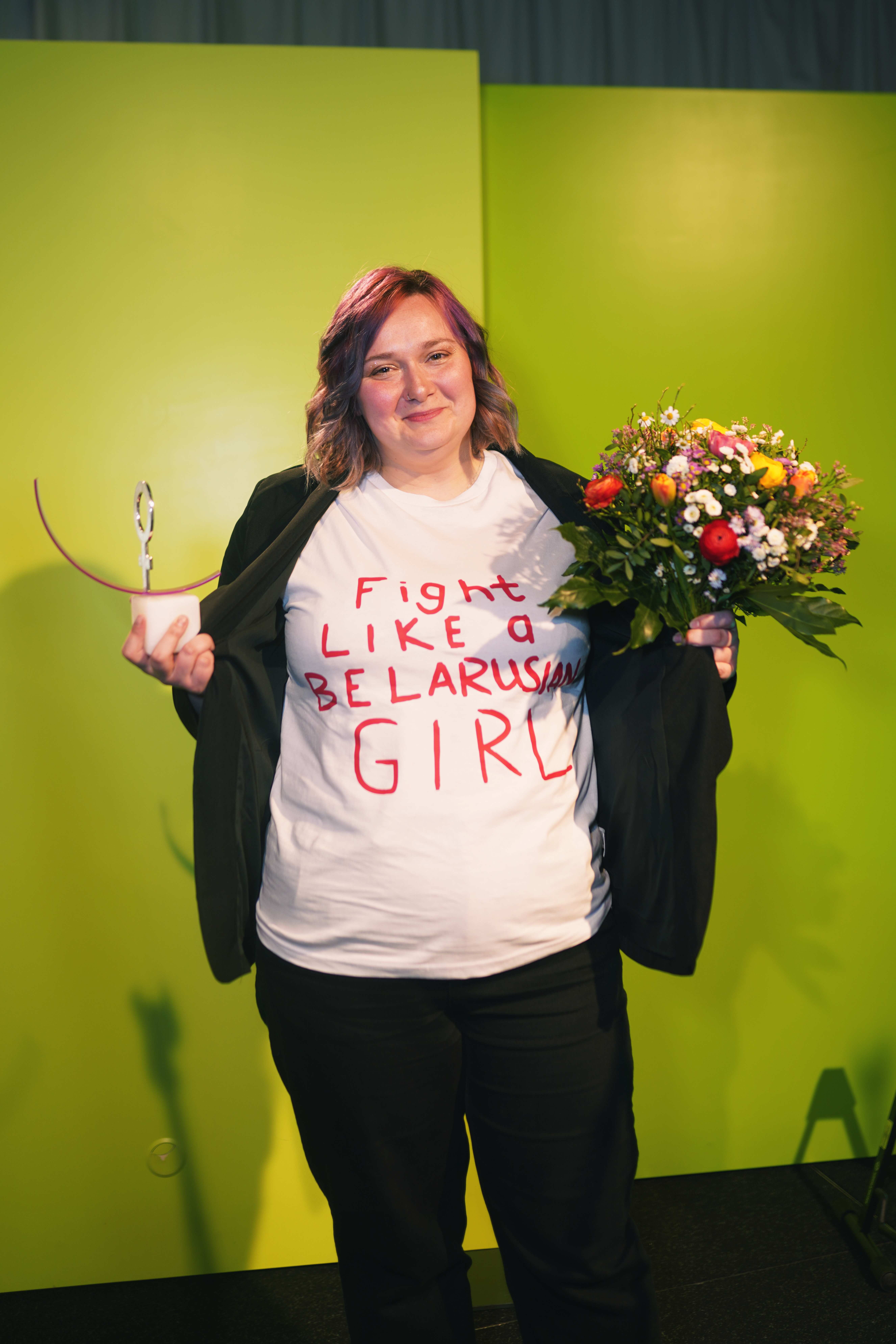
Darja Afanassjewa bei der Verleihung des Anne-Klein Frauenpreises 2025

Darja Afanassjewa (belarussisch Дар'я Афанасьева, russisch Дарья Афанасьева; anhörenⓘ; englisch Darya Afanasyeva; geboren am 1. April 1995) ist eine belarussische Feministin und Aktivistin. Sie setzt sich für Frauenrechte und demokratischen Wandel in ihrer Heimat ein. Dafür wurde sie politisch verfolgt und war mehr als zwei Jahre inhaftiert. Sie ist Trägerin des Anne-Klein-Frauenpreises 2025.

## Beruf und Lebensweg
Darja Afanassjewa hat einen Hochschulabschluss in Logistik sowie einen weiteren in Klinischer Psychologie. Sie arbeitete in der Personalabteilung eines IT-Unternehmens.
Ihren Weg in den politischen Aktivismus fand sie ab 2015, als sie begann einen Blog zu schreiben. Anfangs rezensierte sie Bücher, spezialisierte sich im Lauf der Zeit auf Belletristik, die Darstellung von Frauen in dieser und entwickelte eine Expertise in feministischen Themen. Dazu zählen die Kluft zwischen den Geschlechtern, die Diskriminierung in Beziehungen und die Darstellung von Frauen in den Medien. Darja Afanassjewa begann Vorträge zu halten und über Frauenrechte aufzuklären.
Ab 2020 beteiligte sie sich aktiv an den Freiheits- und Demokratiedemonstrationen gegen Präsident Aljaksandr Lukaschenka in Belarus, für freie Wahlen, stärkere Frauenrechte und fehlende Gesetze gegen häusliche Gewalt in Belarus.
Im Dezember 2021 wurde sie in ihrer Wohnung verhaftet und wegen Verletzung öffentlicher Ordnung zu zweieinhalb Jahren Straflager und Zwangsarbeit verurteilt. Sie wurde in der berüchtigten Frauenstrafkolonie Nr. 4 in Homel eingesperrt. Im März 2024 wurde sie nach mehr als zwei Jahren aus der Haft entlassen. Aus Angst vor einer erneuten Verhaftung ist sie nach Polen geflohen, wo sie weiterhin ihren Blog zu feministischen Themen betreibt. Sie macht hierin auch Erfahrungen von Frauen in belarussischen Straflagern öffentlich.

## Auszeichnungen
- 2025: Anne-Klein-Frauenpreis der Heinrich-Böll-Stiftung gemeinsam mit Iryna Alchouka und Julija Mizkewitsch.[2]